# Castelvisconti
Castelvisconti är en ort och kommun i provinsen Cremona i regionen Lombardiet i Italien. Kommunen hade 283 invånare (2018).